# Avenida Prof. Abraão de Morais
A avenida Professor Abraão de Morais é uma avenida localizada na zona sul da cidade de São Paulo, Brasil. Liga o bairro da Saúde ao bairro do Jabaquara e dá acesso a Rodovia dos Imigrantes.
É a continuação da Avenida Doutor Ricardo Jafet, a partir do cruzamento com a rua Vigário Albernaz.
Nesta via está localizado o Shopping Plaza Sul.